# Luigi Matrone
Luigi Matrone (Torre Annunziata, 6 gennaio 1923 – Torre Annunziata, 25 febbraio 2008) è stato un politico italiano.

## Biografia
Fu sindaco di Torre Annunziata per due mandati. Il primo incarico fu ricoperto dal 16 marzo al 20 settembre 1965, il secondo dal 5 febbraio 1970 al 9 dicembre 1975.